# Metropolitanato de Krini
El metropolitanato de Krini (en griego: Ιερά Μητρόπολη Κρήνης) es una diócesis vacante de la Iglesia ortodoxa perteneciente al patriarcado de Constantinopla, cuya sede estaba inicialmente en Eritras (ruinas cerca de la actual Ildır), pero que posteriormente pasó a Krini (la actual Çeşme) en Turquía. Su titular llevaba el título de metropolitano de Krini, el más honorable ('hipertimos') y exarca de Jonia (en griego: Ο Κρήνης, υπέρτιμος και έξαρχος Ιωνίας). Es una antigua sede metropolitana de la provincia romana de Jonia en la diócesis civil de Asia y en el patriarcado de Constantinopla.

## Territorio
El territorio del metropolitanato está formado por dos secciones separadas que se encuentran en la provincia de Esmirna y las islas Karaada y Toprak pertenecientes a la provincia de Muğla. El área de la sección principal limita al norte, sur y oeste con el mar Egeo; y al este con el metropolitanato de Briula. La sección Mitrópolis limita al norte con el metropolitanato de Éfeso; al sur con el metropolitanato de Heliópolis y Tira; y al sur y al oeste con el metropolitanato de Anea (sección Notio). El metropolitanato comprende la isla Uzun.
Además de Çeşme, otras localidades del metropolitanato son Alaçatı, Karaburun y Torbalı (la antigua Mitrópolis).

## Historia
El Concilio de Nicea I en 325 aprobó la ya existente organización eclesiástica según la cual el obispo de la capital de una provincia romana (el obispo metropolitano) tenía cierta autoridad sobre los otros obispos de la provincia (sufragáneos), utilizando por primera vez en sus cánones 4 y 6 el nombre metropolitano. Quedó así reconocido el metropolitanato de Éfeso en la provincia romana de Asia, siendo Eritras una de sus diócesis sufragáneas. El canon 6 reconoció las antiguas costumbres de jurisdicción de los obispos de Alejandría, Roma y Antioquía sobre sus provincias, aunque no mencionó a Éfeso, su metropolitano también encabezaba de la misma manera a los obispos de la diócesis civil de Asia como exarca de Asia. El canon 28 del Concilio de Calcedonia en 451 pasó al patriarca de Constantinopla las prerrogativas del exarca de Asia, por lo que el metropolitanato de Éfeso y sus diócesis sufragáneas pasaron a ser parte del patriarcado.
La diócesis de Eritras está documentada en las Notitiae Episcopatuum del patriarcado de Constantinopla hasta el siglo XII.
Hay varios obispos documentados de esta antigua diócesis. Tichico, quien en la Collectio Vaticana se llama erróneamente Eutiquio, participó en el Concilio de Éfeso en 431. Draconcio no estuvo presente en el Concilio de Calcedonia en 451, pero en la última sesión estuvo representado por su metropolitano, Esteban de Éfeso, quien firmó las actas para Draconcio a través de Esperio de Pitane. Theoctisto estaba entre los padres del segundo concilio de Constantinopla en 553. Eustaquio asistió al Concilio de Nicea II en 787 y Arsapio al concilio de Constantinopla en 869-870 que condenó al patriarca Focio de Constantinopla.
La sigilografía devolvió el nombre del obispo Miguel, que vivió a principios del siglo XI. Otro obispo llamado Miguel participó en el sínodo celebrado en Éfeso en 1167. Un tercer obispo llamado Miguel vivió en el siglo XIII y estuvo entre los participantes de los sínodos de Éfeso en 1216 y 1230.
Circa 1085 Eritras fue tomada por los selyúcidas, pero fue retomada por los bizantinos en 1097. De nuevo tomada por los selyúcidas en 1304 y ocupada por los otomanos en 1390. En 1402 cayó en manos de los mongoles, entregándola Tamerlán al Beylicato de Aydın. El Imperio otomano la recapturó en 1424. Luego de eso Eritras quedó desierta y adquirió importancia la ciudad de Krini, ubicada a 20 km al sudoeste. Ya no hay noticias de la diócesis que fue suprimida en un período no especificado. 
En noviembre de 1806 el patriarcado decidió erigir una nueva diócesis, con el nombre de Krini y Anea, sufragánea de la sede metropolitana de Éfeso. El 9 de mayo de 1883 las dos sedes se separaron en dos diócesis distintas. La nueva diócesis de Krini, con sede en Çeşme, fue elevada al rango de metrópolis en marzo de 1903. El 3 de mayo de 1919 el área fue ocupada por el ejército griego. Después de la derrota del ejército griego en agosto de 1922, todos los griegos que habitaban la región murieron o fueron evacuados cuando llegó el ejército turco, saliendo de Krini el 3 de septiembre de 1922. Tras el Tratado de Lausana, para poner fin a la guerra greco-turca, se implementó un intercambio de poblaciones entre Grecia y Turquía en 1923 que condujo a la extinción completa de la presencia cristiana ortodoxa en el territorio del metropolitanato de Krini.

## Cronología de los obispos
- Tichico (Eutiquio) † (mencionado en 431)
- Draconcio † (mencionado en 451)
- Teoctisto † (mencionado en 553)
- Eustacio † (mencionado en 787)
- Arsapio † (mencionado en 869)
- Miguel I † (inicios del siglo XI)
- Miguel II † (mencionado en 1167)
- Miguel III † (antes de 1216-después de 1230)

(...)
- Jacobo I † (noviembre de 1806-1812 falleció?)
- Ignacio † (1812-1824 encarcelado en 1821, falleció en prisión)
- Macario † (1824-mayo de 1835) (trasladado al metropolitanato de Ganos y Cora)
- Antimo ΙΙ † (mayo de 1835-septiembre de 1841)
- Serafín † (septiembre de 1841-1848 falleció)
- Ambrosio † (agosto de 1848-9 de mayo de 1883 suspendido)
- Teóclito † (9 de mayo de 1883-10 de marzo de 1918 falleció)
- Calínico † (9 de octubre de 1918-22 de mayo de 1923) (trasladado al metropolitanato de Miriofitón)
- Calínico † (15 de abril de 1924-14 de octubre de 1924	(trasladado al metropolitanato de Elasson) (por segunda vez)
  - Sede vacante (1924-1997)
- Jacobo II † (24 de noviembre de 1997-20 de diciembre de 2002) (trasladado al metropolitanato de Chicago)